# Sau
|  | Aquest article tracta sobre el grup musical. Vegeu-ne altres significats a «Sau (desambiguació)». |

Sau fou un dels grups pioners de l'anomenat rock català, i un dels més reeixits del moviment. Els seus components eren Carles Sabater, cantant, Pep Sala, que tocava la guitarra i, a vegades, els teclats, Carles Oliver, Josep Sánchez, Ramon Altimir i Joan Capdevila. El grup es va formar l'any 1987 i la seva trajectòria va tenir una durada de dotze anys, interrompuda sobtadament a causa de la mort del seu cantant, Carles Sabater, el 12 de febrer de 1999, en acabar el primer concert d'inici de la gira XII, a Vilafranca del Penedès.

## Biografia
En Pep Sala i en Carles Sabater s'havien conegut al maig de 1986 arran d'una entrevista que en Carles va fer a en Pep per un programa pilot de TV3 sobre la vida cultural a les comarques catalanes.
El nucli fundacional de Sau estava format pel Pep Sala, guitarra, compositor i lletrista juntament amb el Carles Sabater i en Joan Capdevila, com a mànager i també lletrista a les primeres cançons del grup. Al poc temps s'hi afegí el bateria Carles Olivé «Charly», que era alumne del Pep Sala a l'Aula d'Estudis Musicals de Vic, el teclista Ramon Altimir i el baixista Josep Sánchez.
A la tardor de 1987 van fer el seu concert de presentació a les Tallades, a Vilanova de Sau, on es reunien per assajar. Poques setmanes després van iniciar la gravació del seu primer disc als Estudis Aurha d'Esplugues de Llobregat. Aquell mateix any, dins d'un programa especial de Cap d'any a Catalunya Ràdio, de la mà de Miquel Calçada «Mikimoto» ja va sonar per primer cop Sau a la ràdio catalana, amb la cançó «Sense estil». Aquesta cançó, juntament amb altres nou, van acabar conformant el seu primer àlbum titulat No puc deixar de fumar (1987 Audiovisuals de Sarrià). Aquest primer disc conté el tema «Records d'Irlanda», una balada d'enyor que després Pep Sala va versionar per a Hèctor Vila i que li va suposar guanyar uns Èxits d'Or de 1990, i el primer de la sèrie Deprimit, que tindria continuació a cada producció posterior de grup. L'any següent van començar a preparar un segon disc Per la porta de servei (1989, Picap), al mateix temps que van haver de substituir el bateria Carles Olivé «Charly» que s'havia d'incorporar al servei militar (precisament arran d'aquesta experiència va sorgir la cançó «No he nascut per militar»). El Joan Molina va cobrir la baixa del Carles Olivé. Aquest àlbum va marcar un abans i un després en la història de Sau, almenys pel que fa a la promoció. A partir de llavors, Sau va començar a fer concerts més enllà de l'àmbit estrictament comarcal i a donar entrevistes als mitjans de comunicació, on contínuament s'havien de justificar pel fet de cantar en català, tal com recordava en Joan Capdevila: «Una prova que fins aleshores era un fenomen estrany cantar en català, era que quan visitàvem les emissores de ràdio, la primera pregunta que feien els locutors, sense excepció, era: "Per què canteu en català?". Pregunta a la qual en Pep i en Carles solien respondre, irònicament: "Perdona, quan ve en Bruce Springsteen també li preguntes per què canta en anglès?"»
El tercer àlbum Quina nit (1990, Picap), enregistrat entre Londres i Barcelona, va suposar la seva consolidació definitiva. Entre les cançons més conegudes destaquen «Boig per tu» o «El tren de mitjanit». L'any 1990 van ser temps de canvis en la formació del grup. El bateria Carles Olivé «Charly» va deixar definitivament la banda i va ser substituït per Quim «Benítez» Vilaplana, alhora que s'hi afegeixen el percussionista Gerri Duffy i Joan Molina. Aquell mateix any, Sau va fitxar per BM Management i van desplaçar-se a Londres, Santo Domingo i Nova York per gravar el videoclip de la cançó «És inútil continuar».
Sau va participar en el concert històric del 14 de juny de 1991 al Palau Sant Jordi, juntament amb Els Pets, Sopa de Cabra i Sangtraït, on es va assolir el rècord europeu d'assistència en local tancat, amb 22.104 espectadors, en plena eclosió de la generació dels 90 del que s'ha anomenat rock català. L'èxit els va dur a fitxar per la multinacional EMI i a partir d'aquí, tot va anar a més. Col·laboracions amb músics i productors internacionals com Phil Manzanera, Keith Bessey, entre d'altres, que van donar lloc al doble disc El més gran dels pecadors (1991, EMI-Odeon), que va ser disc d'or amb 50.000 còpies venudes només als Països Catalans. Una altra de les actuacions més importants va ser la que va tenir lloc a la Plaça de Braus de La Monumental de Barcelona, el 9 de juliol de 1992, enregistrada per a l'àlbum en directe titulat Concert de mitjanit (1993). En aquest concert hi van col·laborar Dani Nel·lo i Carles Segarra (Los Rebeldes), Phil Manzanera (Roxy Music), Robbie Robertson (The Band) i Luz Casal. Precisament Luz Casal va incloure en un disc seu la versió castellana de «Boig per tu», la cançó més popular de Sau.
L'any 1994 es va gravar el darrer disc de Sau amb la companyia discogràfica EMI, Junts de nou per primer cop (1994, Emi Odeon), després d'un any sabàtic de la banda en el qual en Carles Sabater va seguir pujant als escenaris fent el musical Tots dos amb l'actriu Àngels Gonyalons, sota la direcció de Ricard Reguant, mentre en Pep Sala va treure un disc en solitari Fins que calgui, amb La banda del bar. Aquell mateix any van iniciar una gira per vint-i-cinc teatres catalans, amb un concepte totalment diferent, més teatral, que anys més tard, ja al 2017, per commemorar el 30è aniversari de la creació de la banda osonenca, el Pep Sala i el Joan Capdevila van decidir editar en format de doble CD amb el nom Una nit al teatre (2017, L'Indi music).
L'any 1996 va sortir l'àlbum Set (1996, Guilleries Music) i s'inicià una gira formada per una quarantena de concerts que va tenir la seva cloenda al Palau d'Esports de Barcelona, just en un moment de cert declivi del que s'havia anomenat Rock català. Al mateix temps es va editar el disc Bàsic (1996, Picap), que era un compendi de cançons unplugged i altres temes inèdits, com «Laia», «La cançó de Nadal» i «El teu nom».
L'any següent en Carles Sabater i en Pep Sala van fer una altra parada amb Sau per «dedicar-se a explorar els seus universos personals», com va dir en Joan Capdevila. Així, en Carles va continuar dalt de l'escenari amb Dagoll Dagom, actuant al musical Els Pirates i protagonitzant la sèrie de televisió Sitges que s'emetia a TV3, i el Pep va treure el segon disc amb La banda del bar, Paranys de la memòria. Tot i això, van tenir temps de fer una petita gira de dinou dies i onze concerts amb Sau que els va portar per Europa (Luxemburg, Bèlgica i Alemanya).
El darrer disc de Sau amb cançons inèdites, publicat l'any 1998 sota el títol Amb la lluna a l'esquena (1998, Blanco & Negro Music), va ser un retorn als orígens. Estava ple de col·laboracions, com la del baixista Pino Palladio, el bateria Tino di Giraldo, la violinista Simone Lambregts i la nova incorporació de la banda, Josep Lluís Pérez, substitut de Jordi Mena, que havia passat a ser el guitarra de Jarabe de Palo.
El 13 de febrer de 1999, un cop acabat el primer concert de la Gira XII, celebrat a Vilafranca del Penedès, Carles Sabater va morir i, amb ell, Sau. Així ho va manifestar el seu company i fundador de la banda, Pep Sala, quan va comparèixer tres dies després en roda de premsa tot anunciant que Sau deixava d'existir.
L'any 2000 va sortir a la venda el Concert homenatge a Carles Sabater, un doble CD amb les cançons més conegudes de Sau que van ser versionades per Pep Sala, Lluís Llach, Lax'n'Busto, Tomeu Penya, Sopa de Cabra, Luz Casal, Adrià Puntí, Sangtraït, Ia & Batiste, Carlos Segarra, entre d'altres, durant el concert que es va fer el 27 d'abril de 1999 al Palau Sant Jordi de Barcelona. L'any 2003 es va publicar Un grapat de cançons per si mai et fan falta, un triple CD recopilatori amb 51 temes escollits per Pep Sala.
L’any 2021, Pep Sala i Joan Capdevila van publicar el llibre titulat Quina nit, el disc que va canviar les nostres vides (Rosa dels Vents), que segons paraules del Pep, «És un llibre ple de vivències, d’anècdotes i de records dels dos anys que va durar la preparació, la gravació, la promoció i la gira del Quina nit. Expliquem el que ens va passar entre el 1989 i el 1991».

## El projecte Sau30
El 31 d’octubre de 2017, el que havia de ser un retrobament familiar a les Tallades entre els músics, mànagers, tècnics, amics i col·laboradors que van formar part de Sau en els seus trenta anys de vida musical, s’acabaria convertint en un nou projecte batejat com a Sau30. A aquest nou projecte endegat per celebrar el 30è aniversari del primer concert de Sau, s’hi afegiria el músic, cantant i promotor musical mataroní Jonathan Argüelles, que en aquell moment era el cantant de la banda tribut Tornem a Sau, amb qui el Pep Sala havia col·laborat, entre d'altres. Com sempre ha dit el mateix Pep Sala, «Sau no torna, ni tornarà, només és una reunió d'amics per fer uns quants concerts»
Els integrants de la banda original de Sau30 eren: Carles Oliver (bateria de Sau 1987-90); Quim 'Benítez' Vilaplana (bateria de Sau 1990-98), Pep Sánchez (baixista de Sau 1987-96), Ramon Altimir (teclista de Sau 1987-99), Jordi Mena (guitarrista de Sau 1991-97), Josep Lluís Pérez (guitarrista de Sau 1997-99), Gerry Duffy (percussionista de Sau 1988-99) i, evidentment, Pep Sala (veu i guitarra, compositor de Sau i membre fundador del grup juntament amb Carles Sabater i Joan Capdevila). També comptaven amb el mateix Joan Capdevila com a mànager personal i les noves incorporacions, Jonathan Argüelles i Joan Antonell.
Durant la gala dels XX Premis de la Música Catalana, Pep Sala va rebre el Premi Enderrock a la Trajectòria amb motiu d’aquest trentè aniversari. Al mes d’abril de 2018 es va iniciar la gira de Sau30 al Festival Strenes de Girona i va finalitzar l’1 de març de 2019 al Gran Teatre del Liceu en el marc del Festival del Mil·lenni en un emotiu concert en que també es va homenatjar a Carles Sabater.
El 15 d’octubre de 2019, Sau30 va oferir un concert únic al Palau de la Música Catalana dins el Festival de Músiques Sensibles, en un format ”«a la carta» en el que van ser els seguidors de la banda qui van triar les cançons que serien interpretades i es va publicar el disc doble Sau30 en concert 2018-2019 (Satélite K, 2019).
A l'estiu del 2020, Sau30 va gravar un documental-concert titulat Quina nit, quina lluna dirigit per Miquel Buch. Va ser enregistrat en el marc incomparable de l'observatori astronòmic d'Albanyà a manera d’un viatge per l'univers amb les cançons del disc Quina nit (1990) com a fil conductor. La seva estrena a TV3 va donar inici a una gira especial de concerts i un doble CD-DVD Quina nit, quina lluna (2020, L’Indi Music) en el que reinterpretaven el disc original dels anys noranta, però aquest cop en directe i sense públic.
Al novembre de 2021, Sau30 van donar a conèixer una nova cançó titulada «Trossets de mi», que formarà part del nou disc de la banda que veurà la llum a inicis del 2022. Aquest nou disc sortirà publicat 24 anys després del darrer disc de Sau, d'aquí el nom Mil i una nits i uns quants dies.

## Col·laboracions
Al llarg de la seva trajectòria Sau va col·laborar en els discos d'altres formacions i en diversos homenatges: Com un huracà (homenatge a Neil Young), al directe de la Companyia Elèctrica Dharma al Palau Sant Jordi amb motiu de la celebració dels seus 20 anys, i al disc de Joan Manuel Serrat, Serrat eres único, versionant la cançó «Pare». Sabater i Sala també posaren veus a discos de Pau Riba, Ia & Batiste i Enric Hernàez.
Algunes de les cançons de Sau han format part al llarg dels anys de recopilatoris de diversos autors com ara els àlbums publicats en èpoques nadalenques: El Tec i la Teca (1989), El Tec i la Teca 2 (1990), El Tec i la Teca 6 (1994) o Quin Nadal (2007) o per campanyes solidàries com és el cas del disc de la Marató de TV3 de l'any 2020. Així com la participació de membres de Sau30 en la cançó conjunta amb diversos músics del panorama musical català per celebrar la Diada de Sant Jordi del 2019, en temps de confinament per la pandèmia de la covid-19, «Un Sant Jordi diferent».
L'estiu del 2021, Sau30 va estrenar la cançó «Saludant els àngels» dins de la campanya solidària Posem-li pebrots al càncer promoguda per Condis Supermercats i la Federació Catalana d’Entitats contra el Càncer (FECEC).

## Discografia
- No puc deixar de fumar (1987) Picap
- Per la porta de servei (1989) Picap
- Quina nit (1990) Picap
- El més gran dels pecadors (1991), doble CD
- Encara que siguin de bar (1992), EP remix
- Els singles (1992), recopilatori
- Concert de mitjanit (1992), directe
- Junts de nou per primer cop (1994)
- Cançons perdudes: Rareses, remescles 1986-1995 (1995) Picap, recopilatori inèdit
- Set (1996)
- Bàsic (1997) Picap, directe acústic
- Amb la lluna a l'esquena (1998) Blanco y Negro Music
- Concert homenatge al Carles Sabater (1999) Blanco y Negro Music
- Un grapat de cançons per si mai et fan falta (2003) recopilatori
- El millor dels millors (2012) recopilatori
- Una nit al teatre (2017) L'Indi Music, gravació d'una funció musical
- Sau30 en concert 2017-2018 (2019) Satélite K, directe de Sau30
- Tingues Bon Nadal (i que no et falti mai la sort) (2019) Satélite K, senzill de Sau30